# Antonio García Gutiérrez

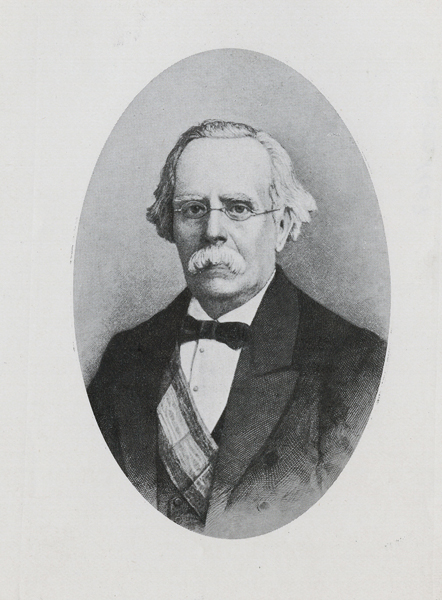
Antonio García Gutiérrez.

Antonio García Gutiérrez, född 4 oktober 1813, död 26 augusti 1884, var en spansk dramatiker.
García Gutiérrez skrev 56 dramer och 2 band lyrik. Bland hans produktion märks dock särskilt hans första och sista dramer, El trovador (1836) och La venganza catala (1864). El trovador var förlaga till Giuseppe Verdis opera Trubaduren.